# Пятьсот тысяч рублей (Беларусь)
Пятьсо́т ты́сяч рубле́й (бел. Пяцьсот тысяч рублёў) — номинал банкноты, использовавшейся в Беларуси с 1998 по 2001 год.

## История
500 000-рублёвая банкнота в Беларуси была введена в обращение 1 декабря 1998 года. Выведена из обращения 1 января 2001 года.

## Характеристика

### Лицевая сторона
На лицевой стороне изображён Республиканский дворец культуры профсоюзов с подписью «РЭСПУБЛІКАНСКІ ПАЛАЦ КУЛЬТУРЫ ПРАФСАЮЗАЎ». В верхней части поля банкноты проходит орнаментальная полоса, в которой помещена надпись в две строки: «НАЦЫЯНАЛЬНЫ БАНК РЭСПУБЛІКІ БЕЛАРУСЬ» и «РАЗЛІКОВЫ БІЛЕТ». В правой верхней части банкноты на фоне орнаментальной полосы помещена большая аббревиатура «НБРБ». Под центральным изображением в две строки напечатан номинал банкноты в цифровом виде и прописью: «500 000» и «ПЯЦЬСОТ ТЫСЯЧ РУБЛЁЎ». В правом нижнем углу указан год образца — «1998».

### Оборотная сторона
На оборотной стороне размещена скульптура с фронтона здания Дворца профсоюзов в Минске. В верхней части банкноты слева и справа от изображения нанесены цифровые обозначения номинала. В нижней части банкноты слева и верхней справа от изображения нанесены серия и номер банкноты. Ниже изображения напечатан номинал: «ПЯЦЬСОТ ТЫСЯЧ РУБЛЁЎ». В левом верхнем углу надпись: «ПАДРОБКА БІЛЕТАЎ НАЦЫЯНАЛЬНАГА БАНКА РЭСПУБЛІКІ БЕЛАРУСЬ ПРАСЛЕДУЕЦЦА ПА ЗАКОНУ».

### Серии
Банкнота выпускалась в пяти сериях: ФА, ФБ, ФВ, ФГ, ФД.